# Antonio María Barbieri
Antonio María Barbieri O.F.M. Cap., urugvajski rimskokatoliški duhovnik, škof in kardinal, * 12. oktober 1892, Montevideo, † 6. julij 1979, Montevideo, Urugvaj.

## Življenjepis
17. decembra 1921 je prejel duhovniško posvečenje.
6. oktobra 1936 je bil imenovan za sonadškofa Montevidea in za naslovnega nadškofa Macre; 8. novembra istega leta je prejel škofovsko posvečenje. 20. novembra 1940 je nasledil nadškofovski položaj in se upokojil s položaja 17. novembra 1976.
15. decembra 1958 je bil povzdignjen v kardinala in imenovan za kardinal-duhovnika S. Crisogono.
V letih 1962−1965 je sodeloval na drugem vatikanskem koncilu.